# Európai kritikusok díja – FIPRESCI-díj
Az európai kritikusok díja – FIPRESCI-díj (angolul: European Critic’s Award – Prix Fipresci) elismerés az 1988-ban alapított Európai Filmdíjak egyike volt, amelyet az Európai Filmakadémia (EFA) filmkritikus tagjainak szavazata alapján ítéltek oda 1993 és 2009 között az év európai filmterméséből legjobbnak ítélt játékfilmnek. A díjátadóra felváltva Berlinben, illetve egy-egy európai városban megrendezett gála keretében kerül sor minden év végén.
Az évek során a díj hivatalos elnevezése többször is megváltozott:
- 1993–1996 – Kritikusok Felix díja (FIPRESCI-díj) (Felix of the Critics [FIPRESCI-Award])
- 1997 – Európai FIPRESCI-díj (European Fipresci Awards)
- 1998–2002 – Európai kritikusok díja – FIPRESCI-díj (European Critic’s Award – Prix Fipresci)
- 2003–2009 – Európai Filmakadémia kritikusainak díja – FIPRESCI-díj (European Film Academy Critics Award – Prix Fipresci)

## Díjazottak és jelöltek

### 1990-es évek
| Év   | Magyar címe               | Eredeti címe                 | Rendező                | Ország |
| ---- | ------------------------- | ---------------------------- | ---------------------- | --- |
| 1993 | Benny videója             | Benny's Video                | Michael Haneke         | Ausztria · Svájc |
| 1994 | Kedves naplóm             | Caro diario                  | Nanni Moretti          | Olaszország · Franciaország |
| 1995 | Odüsszeusz tekintete      | To Vlemma tou Odyssea        | Theodoros Angelopoulos | Görögország · Franciaország · Olaszország · Németország · Egyesült Királyság · Jugoszlávia · Bosznia-Hercegovina · Albánia · Románia |
| 1996 | Hullámtörés               | Breaking the Waves           | Lars von Trier         | Dánia · Németország · Franciaország · Norvégia · Izland · Svédország · Spanyolország · Hollandia                                     |
| 1997 | Utazás a világ kezdetéhez | Viagem ao Princípio do Mundo | Manoel de Oliveira     | Portugália · Franciaország |
| 1998 | Lőporos hordó             | Bure Baruta                  | Goran Paskaljević      | Jugoszlávia · Franciaország · Törökország · Macedónia · Törökország                                                                  |
| 1999 | Agyő, édes otthon!        | Adieu plancher des vaches!   | Otar Ioszeliani        | Franciaország · Svájc · Olaszország                                                                                                  |

### 2000-es évek
| Év   | Magyar címe               | Eredeti címe                       | Rendező                | Ország                                                  |
| ---- | ------------------------- | ---------------------------------- | ---------------------- | ------------------------------------------------------- |
| 2000 | Májusi eső                | Mayıs Sıkıntısı                    | Nuri Bilge Ceylan      | Törökország                                             |
| 2001 | A nyugodt város           | La ville est tranquille            | Robert Guédiguian      | Franciaország                                           |
| 2002 | Édes kamaszkor            | Sweet Sixteen                      | Ken Loach              | Egyesült Királyság · Spanyolország · Németország        |
| 2003 | Jó napot, éjszaka!        | Buongiorno, notte                  | Marco Bellocchio       | Olaszország                                             |
| 2004 | A könnyező mező           | Trilogia I: To Livadi pou dakryzei | Theodoros Angelopoulos | Görögország · Franciaország · Olaszország · Németország |
| 2005 | A rejtély                 | Caché                              | Michael Haneke         | Franciaország · Ausztria · Németország · Olaszország    |
| 2006 | Szabályos szeretők        | Les amants réguliers               | Philippe Garrel        | Franciaország                                           |
| 2007 | Szívek                    | Cœurs                              | Alain Resnais          | Franciaország · Olaszország                             |
| 2008 | A kuszkusz titka          | La graine et le mulet              | Abdellatif Kechiche    | Franciaország · Tunézia                                 |
| 2009 | Tatarak – A kálmos illata | Tatarak                            | Andrzej Wajda          | Lengyelország                                           |